# Cadillac Escalade iQ
La Cadillac Escalade iQ est un grand SUV de luxe électrique du constructeur automobile américain Cadillac produit à partir de 2023.
L'Escalade électrique reprend le patronyme du Cadillac Escalade thermique mais il est totalement différent. Il repose sur une plateforme technique spécifique dédiée aux véhicules électriques du groupe General Motors.

## Présentation
La Cadillac Escalade iQ est présentée le 10 août 2023.

## Caractéristiques techniques
L'Escalade iQ est basée sur la plateforme Ultium de General Motors, utilisée notamment par le Hummer EV et la Chevrolet Silverado EV

### Motorisation
Le SUV est doté de deux moteurs électriques pour une puissance combinée de 687 ch pour 834 N m de couple, et jusqu'à 761 ch et 1 064 N m en mode Velocity Max.

### Batterie
Les moteurs sont alimentés par une batterie Lithium-ion d'une capacité de 200 kWh autorisant 725 km d'autonomie maximale.